# Raphaël et la Fornarina
Raphaël et la Fornarina est un tableau peint par Jean-Auguste-Dominique Ingres en 1814. Appartenant à sa période troubadour, l'œuvre représente le peintre Raphaël  et son premier amour, la Fornarina.
À l'origine Ingres avait projeté de réaliser une série de peintures évoquant les épisodes de la vie de Raphaël, mais seuls deux tableaux furent menés à bien, celui-ci et Le cardinal Bibbiena offrant sa nièce en mariage à Raphaël. Le peintre fit de cette scène plusieurs versions, la plus ancienne localisée à Riga et datée de 1813 a disparu en 1941, une deuxième version de 1814, se trouve au Fogg Art Museum, deux autres versions se trouvent dans des collections privées, et une dernière fait partie des collections du Columbus Museum of Art .

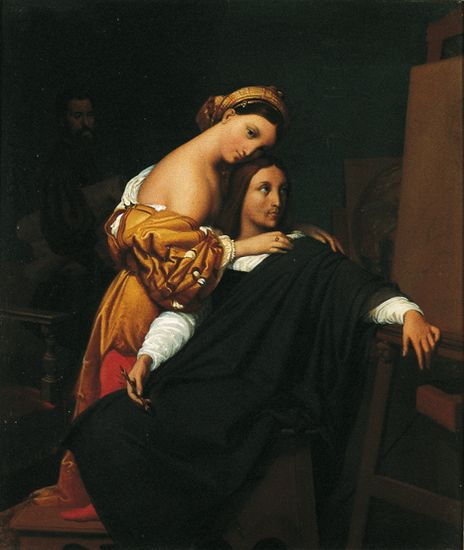
collection privée
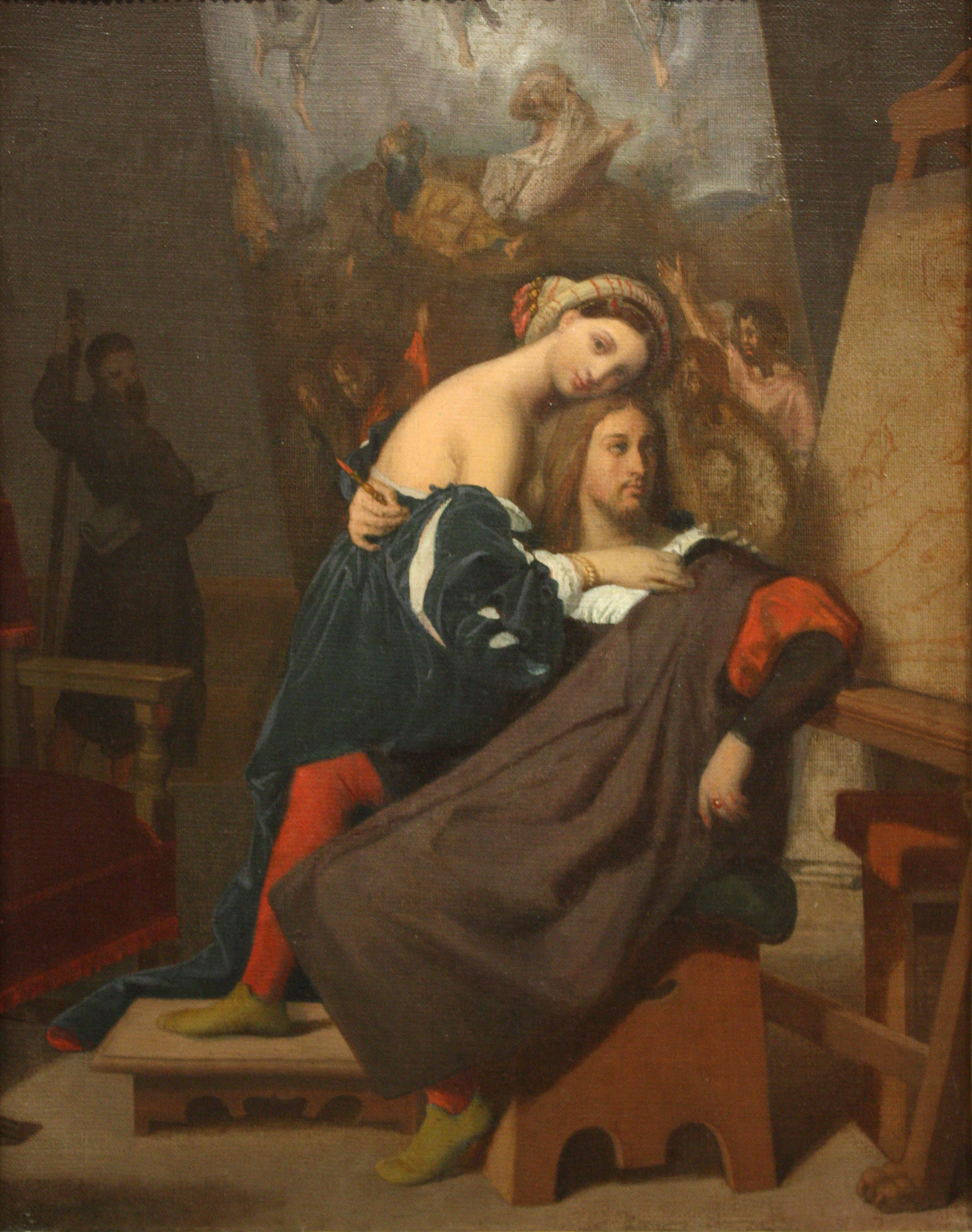
Columbus Museum of Art